# Гатилин, Николай Фёдорович
Николай Фёдорович Гатилин — советский государственный и хозяйственный  деятель, доктор технических наук, профессор.

## Биография
Родился в 1904 году. Член КПСС.
Выпускник инженерно-строительного факультета МВТУ по специальности «городские хозяйственные сооружения». 
С 1929 года — на хозяйственной, общественной и партийной работе. 
- 1929—1951 гг. — на хозяйственных должностях в производстве хлебобулочных изделий,

- 1951—1975 гг. — ректор Московского государственного университета пищевых производств.

Почётный доктор наук Высшей технической школы Карл-Маркс-Штадта и Пражского химико-технологического института.
Умер в Москве в 1977 году. Похоронен на Ваганьковском кладбище (22 уч.).

## Сочинения
- Гатилин, Николай Федорович. Проектирование хлебозаводов [Текст] : [Учеб. пособие для вузов пищевой пром-сти] / Н. Ф. Гатилин, проф. — 4-е изд., доп. и перераб. — Москва : Пищепромиздат, 1960. — 428 с., 2 л. черт. : ил.; 27 см.